# Брезово (община)
Брезово (болг. Община Брезово) — община в Болгарии. Входит в состав Пловдивской области.
Административный центр — город Брезово. Население общины на 15 июля 2008 года — 8118 человек. Площадь территории общины — 465 км², что составляет 7,7 % от территории Пловдивской области.
Кмет (мэр) общины Брезово — Стоян Генчев Минчев (коалиция партий: Союз демократических сил, Болгарская социал-демократия, ВМРО — Болгарское национальное движение, Болгарский земледельческий народный союз, Земледельческий народный союз, Национальное движение за права и свободы) по результатам выборов.

## Состав общины
В состав общины входят следующие населённые пункты:
1. село Бабек
2. село Борец
3. город Брезово
4. село Вырбен
5. село Дрангово
6. село Зелениково
7. село Златосел
8. село Отец-Кирилово
9. село Пыдарско
10. село Розовец
11. село Свежен
12. село Стрелци
13. село Сырнегор
14. село Тюркмен
15. село Чехларе
16. село Чоба